# Zdzisław Kwaśny
Zdzisław Kwaśny (ur. 6 listopada 1960 w Kwilczu) – polski lekkoatleta, młociarz.

## Osiągnięcia
Zawodnik Olimpii Poznań. Brązowy medalista mistrzostw świata w Helsinkach w 1983, z wynikiem 79,42 m. Drugi zawodnik Pucharu Europy w Londynie (1983) z wynikiem 80,18 m, który przetrwał jako rekord Polski do czasu pojawienia się Szymona Ziółkowskiego. Wcześniej Kwaśny ustanawiał rekordy Polski trzykrotnie - wszystkie w sezonie 1983, szczytowym w jego karierze. W tym samym roku Kwaśny zdobył też swój jedyny tytuł mistrza Polski.

## Rekord życiowy
- rzut młotem – 80,18 m (21 sierpnia 1983, Londyn[3]) – 6. wynik w historii polskiej lekkoatletyki